# Deficiência de GLUT1
A síndrome de deficiência de GLUT1, também conhecida como GLUT1-DS, doença de De Vivo ou síndrome de deficiência do transportador de glicose tipo 1, é uma doença metabólica genética autossômica dominante associada a uma deficiência de GLUT1, uma proteína que transporta a glicose através da barreira hematoencefálica. A síndrome da deficiência do transportador de glicose tipo 1 tem uma incidência estimada de nascimento de 1 em 90.000. Essa incidência de nascimento se traduz em uma prevalência estimada de 3.000 a 7.000 nos EUA.

## Apresentação
A deficiência de GLUT1 é caracterizada por uma série de sinais e sintomas, incluindo atrasos no desenvolvimento mental e motor, convulsões infantis refratárias a anticonvulsivantes, ataxia, distonia, disartria, opsoclonia, espasticidade, outros fenômenos neurológicos paroxísticos e, em alguns casos, microcefalia. A presença e gravidade dos sintomas variam consideravelmente entre os indivíduos afetados. Os indivíduos com o transtorno geralmente têm convulsões frequentes (epilepsia), geralmente começando nos primeiros meses de vida. Em recém-nascidos, o primeiro sinal da doença pode ser movimentos oculares involuntários, rápidos e irregulares. Os pacientes geralmente começam a ter convulsões entre os três e os seis meses de idade, mas algumas ocorrem muito mais tarde. Outros tipos de convulsão podem ocorrer, incluindo tônica generalizada clônica, focal, mioclônica, ausência atípica, atônica ou não classificada.
As mães de bebês com esse transtorno geralmente têm gestações e partos sem intercorrências, com a criança aparentando ser normal e com peso e comprimento normais ao nascer. Bebês com a síndrome de deficiência de GLUT1 têm cabeça com tamanho normal ao nascer, mas o crescimento do cérebro e do crânio é lento, em casos graves resultando em cabeça de tamanho anormalmente pequeno (microcefalia). Normalmente, as convulsões começam entre um e quatro meses em 90% dos casos, com movimentos oculares anormais e episódios de apnéia precedendo o início das convulsões em alguns casos. As convulsões geralmente são complexas no início e, posteriormente, tornam-se mais generalizadas. A frequência das crises é variável e uma história de frequência decrescente durante os períodos de cetose pode levar ao diagnóstico. Estima-se que 10% dos indivíduos com deficiência de GLUT1não têm convulsões e os sintomas são normalmente menos graves nesses casos. A maioria desses casos não epilépticos ainda terá retardo no desenvolvimento, retardo intelectual e distúrbios do movimento, como ataxia, hemiplegia alternada ou distonia.
Alguns sintomas podem estar presentes o tempo todo (como dificuldades para andar), enquanto outros sinais podem aparecer e desaparecer (como convulsões ou falta de equilíbrio). Essas descobertas podem ser agrupadas em três domínios principais: cognição, comportamento e movimento.

## Genética

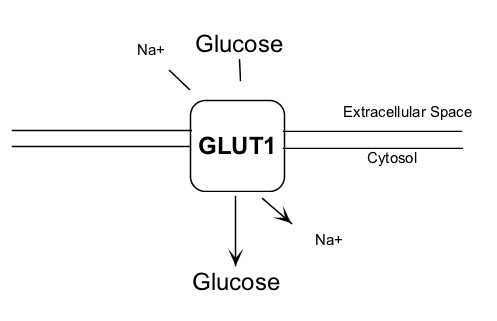
O transportador Glut1

A proteína GLUT1 que transporta glicose através da barreira hematoencefálica é produzida pelo gene SLC2A1, localizado no cromossomo 1.
Na síndrome de deficiência de GLUT1, um dos dois alelos desse gene é danificado por uma mutação e proteína insuficiente é produzida. Como resultado, não passa glicose suficiente pela barreira hematoencefálica. Ter menos proteína GLUT1 funcional reduz a quantidade de glicose disponível para as células cerebrais, o que afeta o desenvolvimento e a função do cérebro. Como a glicose é a principal fonte de combustível para o cérebro, os pacientes com deficiência de GLUT1 têm energia celular insuficiente para permitir o crescimento e função normal do cérebro.
Cerca de 90% dos casos de síndrome de deficiência de GLUT1 são mutações de novo do gene SLC2A1 (mutação não presente nos pais, mas presente em uma das duas cópias do gene no bebê), embora possa ser herdada.
A deficiência de glut 1 pode ser herdada de maneira autossômica dominante. Uma pessoa com a síndrome de deficiência de GLUT1 tem 50% de chance de transmitir o gene SLC2A1 alterado para sua prole.

## Diagnóstico
O diagnóstico precoce é crucial para iniciar o tratamento durante as etapas iniciais importantes do desenvolvimento do cérebro. Para fazer um diagnóstico adequado, é importante conhecer os vários sintomas da deficiência de GLUT1 e como esses sintomas evoluem com a idade. Quando houver suspeita de deficiência de GLUT1, uma punção lombar (punção lombar) deve ser realizada.
A deficiência de GLUT1 é diagnosticada com valor de glicose no LCR, (<2,2 mmol / L), ou relação de glicose no LCR / plasma reduzida (<0,4), e pelo ensaio de captação de 3-O-metil-d-glicose nos eritrócitos. Após confirmação de baixa glicose no LCR, o teste genético é recomendado. A análise de sequenciamento de genes para procurar uma mutação genética no gene SLC2A1 também confirma o diagnóstico se for positivo, embora mutações não tenham sido identificadas em aproximadamente 15% dos pacientes com deficiência de GLUT1. Um teste de laboratório altamente especializado denominado ensaio de captação de glóbulos vermelhos pode confirmar a deficiência de GLUT1, mas não está disponível comercialmente.

## Controle
Uma vez diagnosticada, uma dieta cetogênica supervisionada por um médico geralmente é recomendada, pois pode ajudar a controlar as convulsões. A dieta cetogênica é o padrão atual de tratamento, controlando efetivamente a maioria das convulsões e melhorando alguns distúrbios do movimento em aproximadamente dois terços dos pacientes com deficiência de GLUT1. Também há algumas evidências de alguns benefícios cognitivos para pacientes com deficiência de GLUT1 em dieta cetogênica, e a maioria dos pais relata melhora na energia, alerta, equilíbrio, coordenação e concentração, especialmente quando a dieta é iniciada na infância.
A dieta cetogênica é uma dieta rica em gorduras e pobre em proteínas e carboidratos, com até 90% das calorias obtidas a partir da gordura. Como a dieta é pobre em carboidratos, o corpo obtém pouca glicose, normalmente a principal fonte de energia. A gordura da dieta é convertida pelo fígado em corpos cetônicos, o que causa um acúmulo de cetonas na corrente sanguínea, chamado cetose. Os corpos cetônicos são transportados através da barreira hematoencefálica por outros meios que não a proteína GLUT1 e, portanto, servem como combustível alternativo para o cérebro quando a glicose não está disponível.
Os medicamentos anticonvulsivantes geralmente não são eficazes, pois não fornecem alimento para o cérebro faminto. Embora as dietas cetogênicas tenham se mostrado eficazes no controle de convulsões e no alívio de alguns distúrbios do movimento em muitos pacientes com deficiência de GLUT1, alguns pacientes não respondem tão bem quanto outros. Além disso, alguns sintomas críticos, incluindo déficits cognitivos e certas dificuldades de movimento, tendem a persistir em pacientes com deficiência de GLUT1 tratados com dieta cetogênica, levantando a questão se a deficiência de GLUT1 é causada simplesmente por uma falta de energia cerebral adequada ou se há mais complicações e sistemas e processos generalizados afetados.
A dieta cetogênica deve ser cuidadosamente elaborada e adaptada para atender às necessidades de cada paciente e reduzir o risco de efeitos colaterais. Ele só deve ser usado sob os cuidados de profissionais médicos e nutricionistas, e pode levar algum tempo para estabelecer a proporção ideal de gordura versus proteínas e carboidratos e outras variáveis da dieta para cada paciente individual para experimentar tolerância e benefícios ideais. Variações na dieta cetogênica, incluindo a Dieta Atkins Modificada e dietas baseadas no óleo de MCT também mostraram ser benéficas para alguns pacientes com deficiência de GLUT1.
Embora a dieta cetogênica clássica seja comumente usada para crianças mais jovens, a adesão à dieta cetogênica pode ser difícil para crianças mais velhas e adultos. Nos últimos anos, a Dieta Atkins modificada e as dietas à base de óleo de MCT ganharam aceitação crescente entre os médicos que tratam desses grupos. Há evidências empíricas crescentes de que essas dietas podem fornecer pelo menos alguns dos benefícios da dieta cetogênica clássica para alguns pacientes com deficiência de GLUT1.
Os ésteres cetônicos são uma área da terapia dietética atualmente sob investigação para o potencial tratamento da deficiência de GLUT1 e outras condições médicas. Os ésteres cetônicos são cetonas sintéticas que se decompõem em cetonas naturais quando metabolizadas. Foi demonstrado em pesquisas recentes que os ésteres cetônicos melhoram convulsões e distúrbios do movimento em camundongos deficientes em GLUT1, mas estudos em humanos ainda não foram conduzidos.
Triheptanoína (óleo C7), um óleo triglicerídeo sintetizado a partir da mamona é um alimento médico de grau farmacêutico experimental que tem mostrado potencial como um tratamento para uma série de doenças metabólicas hereditárias. Quando metabolizado pelo corpo, o óleo C7 produz cetonas semelhantes às produzidas em uma dieta cetogênica, além de outros tipos de cetonas que supostamente atendem às necessidades metabólicas adicionais na ausência de glicose suficiente . Um ensaio clínico de fase 3, entretanto, não conseguiu encontrar uma melhora em pacientes com GLUT1 DS com distúrbios de movimento incapacitantes.
Os pesquisadores estão estudando a terapia genética como um possível tratamento eficaz para a deficiência de GLUT1.

Terapias e serviços de reabilitação são benéficos, uma vez que a maioria dos pacientes com deficiência de GLUT1 apresenta distúrbios de movimento, bem como distúrbios de fala e linguagem. As terapias ocupacionais, físicas e de fala / linguagem são padrão para a maioria dos pacientes, especialmente na infância. Muitas famílias se beneficiam muito de outras terapias, como terapia aquática, hipoterapia, estratégias de aprendizagem específicas e terapia comportamental.  